# CKGM
CKGM (mieux connu en ondes sous le nom de TSN 690 Montreal, anciennement TSN Radio 690) est une station de radio sportive québécoise de langue anglaise située à Montréal et appartenant à Bell Media et fait partie du réseau TSN Radio (en).
On y retrouve notamment la description des matchs de hockey des Canadiens de Montréal.
Le 4 septembre 2012, la station a changé de fréquence pour le 690 kHz.

## Histoire
CKGM a été lancé le 7 décembre 1959 par Geoff Stirling sur la fréquence 980 kHz d'une puissance de 10 000 watts jour et nuit et diffusait de la musique Top 40 ainsi que des émissions de ligne ouverte. Une station-sœur, CKGM-FM a été lancée en juillet 1963, qui est devenu CHOM-FM en octobre 1970.
Au début des années 1980, l'émission « Club 980 » de Mike Williams sur CKGM, est la première émission à mettre en avant le rap québécois. Plusieurs rappeuses pionnières du rap québécois, telles que Blondie B, Wavy Wanda et Baby Blue, y sont régulièrement invitées.
En août 1985, CKGM et CHOM-FM ont été vendus à CHUM Limited et les lettres d'appel ont changé pour CHTX en février 1989. Le 14 septembre 1990, CHTX change de fréquence pour 990 kHz avec une puissance de 50 000 watts à partir d'une antenne située à Mercier et diffusion en AM Stéréo.
Au mois de mai 1991, la station change au format rétro et adopte les lettres d'appel CKIS pour revenir à CKGM en janvier 1996 en adoptant un format de radio parlée. Durant la crise du verglas de 1998, les quatre tours de transmission du compétiteur CJAD à Saint-Édouard se sont effondrées à la suite d'une accumulation de glace. CKGM a cessé ses activités et emprunté sa fréquence 990 kHz à CJAD dès le 26 janvier. Son antenne est revenu en ondes le 29 mai 1998. Après deux semaines en simultané, CKGM a repris du service le 12 juin 1998 à midi, toujours sous un format rétro.
Au mois de septembre 2000, CHUM Limited était sur le point d'échanger CKGM et CHOM-FM avec des stations de Winnipeg appartenant à Standard Broadcasting, mais CKGM a été conservé par CHUM, qui a converti ses stations AM au format The Team le 7 mai 2001 et a réintégré la description des matchs de baseball des Expos de Montréal jusqu'à leur départ en 2004. Le 22 juin 2007, CTVglobemedia fait l'acquisition de CKGM lors de son achat de CHUM Limited.
Ayant le désir de fournir un meilleur signal durant la nuit, CKGM a déposé une demande afin de déménager à la fréquence 690 kHz laissé libre depuis janvier 2010.
Le 5 octobre 2011, la marque The Team a été abandonnée et CKGM est devenue TSN Radio 990.
Le 21 novembre 2011, le CRTC a approuvé la demande de changement de fréquence de CKGM afin de passer du 990 à 690 kHz. La fréquence AM 690 n'étant pas partagée en soirée, elle permettra une meilleure réception et plus grande couverture lorsque des matchs sont en cours. Le changement de fréquence aura lieu le 4 septembre 2012, mais la fréquence 990 kHz continue d'opérer en simultané durant 3 mois.
Le 16 mars 2012, Bell Canada (BCE) annonce l'acquisition d'Astral Media pour 3,38 milliards de dollars. La transaction doit recevoir l'approbation du CRTC et du Bureau de la concurrence. Puisque les règles de compétition du CRTC impose une limite sur le nombre de stations anglophones qu'une compagnie peut posséder à Montréal, l'approbation de l'acquisition d'Astral aura comme conséquence de vendre une station anglophone parmi CHOM-FM 97,7, CJFM-FM 95,9, CJAD 800 et CKGM 990.
Le 10 juillet 2012, Bell Media a déposé une demande auprès du CRTC afin de transformer TSN Radio en RDS Radio afin d'éviter de vendre la station, devenant une station sportive francophone. La description des matchs des Canadiens de Montréal en anglais passera alors à CJAD lorsque la demande d'acquisition d'Astral Media sera approuvée. En conséquence, plusieurs artisans de TSN Radio ne pourront pas travailler dans une station francophone et perdront leur emploi.
Depuis 2016, CKGM est maintenant en HD Radio via CITE-HD3.